# Episodi di The Mandalorian (terza stagione)
La terza stagione della serie televisiva The Mandalorian, composta da otto episodi, è stata pubblicata sul servizio di streaming on demand Disney+ dal 1º marzo  al 19 aprile 2023.
Il cast principale di questa stagione è composto da Pedro Pascal e Katee Sackhoff.
| nº | Titolo originale                   | Titolo italiano                      | Pubblicazione  |
| -- | ---------------------------------- | ------------------------------------ | -------------- |
| 1  | Chapter 17: The Apostate           | Capitolo 17: L'apostata              | 1º marzo 2023  |
| 2  | Chapter 18: The Mines of Mandalore | Capitolo 18: Le miniere di Mandalore | 8 marzo 2023   |
| 3  | Chapter 19: The Convert            | Capitolo 19: Il convertito           | 15 marzo 2023  |
| 4  | Chapter 20: The Foundling          | Capitolo 20: Il trovatello           | 22 marzo 2023  |
| 5  | Chapter 21: The Pirate             | Capitolo 21: Il pirata               | 29 marzo 2023  |
| 6  | Chapter 22: Guns for Hire          | Capitolo 22: Mercenari               | 5 aprile 2023  |
| 7  | Chapter 23: The Spies              | Capitolo 23: Le spie                 | 12 aprile 2023 |
| 8  | Chapter 24: The Return             | Capitolo 24: Il ritorno              | 19 aprile 2023 |

## Capitolo 17: L'apostata
- Titolo originale: Chapter 17: The Apostate
- Diretto da: Rick Famuyiwa
- Scritto da: Jon Favreau

### Trama
L'Armaiola forgia un nuovo elmo per un trovatello di nome Ragnar che viene accettato nel credo. L'Armaiola e un gruppo di Mandaloriani partecipano a un rito di passaggio in cui il ragazzo deve giurare di non togliersi mai l'elmo. Il rito viene però interrotto dall'attacco di un mostro acquatico simile a un coccodrillo gigantesco. I Mandaloriani, nonostante tentino di difendersi e attaccare a loro volta il mostro, vengono ben presto sopraffatti. In quel momento arriva Din Djarin, che uccide la creatura con il suo caccia stellare e si scopre che Grogu ha scelto di restare con lui. Djarin parla con l'Armaiola, ed ella conferma che se le miniere di Mandalore esistono ancora, potrà immergersi in esse e purificarsi dai peccati commessi.
Djarin e Grogu così si recano a Nevarro per incontrare Greef Karga, divenuto l'Alto Magistrato. Djarin aiuta Karga a fermare, uccidendo tutti tranne uno (in modo che possa andare dal suo capo per informarlo della sua potenza), un gruppo di pirati che ha attaccato i cittadini e le scuole di Nevarro. Karga offre a Djarin il posto di sceriffo, ma lui rifiuta, affermando di essere venuto per ricostruire IG-11 poiché ha bisogno di un valido alleato su Mandalore.
Djarin, dopo aver recuperato i resti del droide dalla statua in suo onore, riesce a riattivarlo, ma il droide torna alla sua programmazione originale violenta e cerca di uccidere Grogu. Djarin porta i suoi pezzi a un gruppo di meccanici anzellani, che gli dicono che hanno bisogno di un nuovo circuito mnemonico per poterlo riparare completamente.
Mentre Djarin e Grogu lasciano Nevarro, una ciurma di pirati (tra cui quello a cui avevano risparmiato la vita) attacca la loro nave, ma lui distrugge diversi dei loro caccia. Alla fine, vengono contattati dal capo dei pirati, Gorian Shard, che chiede a Djarin di consegnare la sua nave. Djarin fugge saltando nell'iperspazio e assieme a Grogu si dirige verso Kalevala, un pianeta del sistema di Mandalore. Su Kalevala, in un vecchio castello mandaloriano, Djarin incontra Bo-Katan la quale gli svela che, dopo aver perso la spada oscura, ha abbandonato i suoi piani per reclamare Mandalore poiché i suoi alleati l'hanno abbandonata per diventare mercenari, e suggerisce a Djarin di recarsi a Mandalore da solo.
- Durata: 35 minuti
- Interpreti comprimari: Emily Swallow (L'Armaiola), Carl Weathers (Greef Karga), Brendan Wayne e Lateef Crowder (controfigure di Din Djarin).[2]
- Guest star: Tait Fletcher (Paz Vizsla), Wesley Kimmel (Ragnar Vizsla), Parvesh Cheena (Voce originale del droide di rame di Nevarro), Taika Waititi (Voce originale di IG-11), Marti Matulis (Vane), Shirley Henderson (Voce originale dei riparatori anzelliani), Nonso Anozie (Voce originale di Gorian Shard), Mat Fraser (Voce originale del pirata timoniere).[3]
- Cameo: Jon Favreau (Voce originale di Paz Vizsla).

## Capitolo 18: Le miniere di Mandalore
- Titolo originale: Chapter 18: The Mines of Mandalore
- Diretto da: Rachel Morrison
- Scritto da: Jon Favreau

### Trama
Din Djarin e Grogu si dirigono su Tatooine durante il festival della Vigilia di Boonta, dove incontrano Peli Motto per chiederle un nuovo circuito mnemonico per IG-11. Non avendolo, Motto gli vende R5-D4, un droide astromeccanico. Djarin, Grogu e R5 si dirigono su Mandalore per compiere il rito di redenzione. Qui Djarin ordina a R5 di fare un sopralluogo per assicurarsi che l'atmosfera non sia avvelenata. Quando R5 non fa ritorno, Djarin isola ermeticamente il suo elmo e lo va a cercare, ma viene attaccato da alcuni alamiti, una specie nativa simile a dei troll, che vive nelle grotte. Eliminati gli alamiti con la spada oscura, Din Djarin esegue dei test, scoprendo che l'aria del pianeta è respirabile, ed esce dalla grotta. Assieme al droide e a Grogu, si dirigono sotto la città di Sundari, alla ricerca delle miniere. Lì trova un vecchio elmo mandaloriano, che si rivela una trappola preparata da una creatura cyborg che cattura Djarin.
Djarin chiede a Grogu di andare da Bo-Katan per chiederle aiuto. Bo-Katan non rimane impressionata nel vedere la nave di Djarin fuori dal suo castello, e alla fine accetta di aiutare Grogu. Bo-Katan salva Djarin e uccide il cyborg con la spada oscura. Bo-Katan vuole tornare a Kalevala, ma Djarin rifiuta, dicendo che deve espiare i suoi peccati immergendosi nelle Acque Viventi. Così Bo-Katan decide di accompagnarlo fin laggiù. Djarin, mentre si sta immergendo, inizia a recitare il Credo per tornare a essere un Mandaloriano. Tuttavia, all'improvviso una creatura lo afferra e lo trascina sul fondale. Bo-Katan si tuffa per salvarlo. Durante la risalita, si trova faccia a faccia con un Mitosauro, rendendosi conto che le storie che le erano state raccontate da bambina erano vere.
- Durata: 42 minuti
- Interpreti comprimari: Amy Sedaris (Peli Motto),[4] Brendan Wayne e Lateef Crowder (controfigure di Din Djarin).[2]
- Guest star: Dawn Dininger (Cliente rodiano), Leilani Shiu (Jawa), Ariel Shiu (Jawa).

## Capitolo 19: Il convertito
- Titolo originale: Chapter 19: The Convert
- Diretto da: Lee Isaac Chung
- Scritto da: Noah Kloor e Jon Favreau

### Trama
Djarin e Bo-Katan lasciano le miniere, anche se Bo-Katan gli nasconde l'esistenza del Mitosauro. Al ritorno a Kalevala, i due vengono attaccati da alcune squadriglie di caccia TIE imperiali che distruggono il castello di Bo-Katan e sono costretti a ritirarsi nella base segreta mandaloriana. Djarin porge all'Armaiola un campione delle Acque Viventi come prova della sua redenzione e visto che anche Bo-Katan ha fatto il bagno nelle Acque Viventi viene accolta come Mandaloriana. 
Su Coruscant, il dottor Pershing riceve la grazia dalla Nuova Repubblica, ma è sorpreso di trovare Elia Kane tra i beneficiari del programma di amnistia. Kane dichiara di voler assistere Pershing nei suoi sforzi per continuare la ricerca sulla clonazione, che è stata bandita dalla Repubblica. I due si intrufolano a bordo di uno star destroyer in disuso per rubare il materiale necessario, ma Kane tradisce Pershing con gli ufficiali della Repubblica e in seguito sabota segretamente la procedura di cancellazione della mente utilizzata su di lui.
- Durata: 56 minuti
- Interpreti comprimari: Omid Abtahi (Dottor Pershing), Katy M. O'Brian (Elia Kane), Emily Swallow (L'Armaiola), Brendan Wayne e Lateef Crowder (controfigure di Din Djarin).[2]
- Guest star: Valarie Pettiford (Aristocratica 1), Stephen Kearin (Aristocratico 2), Norwood Cheek (Aristocratico 3), Veanne Cox (Aristocratica 4), Dylan Firshein (Voce originale del droide tassista), Matthew Bellows (Ufficiale Amnistia M40), James Chen (Ufficiale Amnistia G27), Max Fowler (Ufficiale Amnistia M34), Danny Jacobs (Tecnico del laboratorio), Regina Hermosillo (Voce originale del droide libertà vigilata), John Ott (Tecnico), Sunkrish Bala (Commissario per gli affari di Amnistia), Tait Fletcher (Paz Vizsla).
- Cameo: Jon Favreau (Voce originale di Paz Vizsla).

## Capitolo 20: Il trovatello
- Titolo originale: Chapter 20: The Foundling
- Diretto da: Carl Weathers
- Scritto da: Jon Favreau e Dave Filoni

### Trama
Djarin introduce Grogu all'addestramento al combattimento mandaloriano. Grogu vince l'incontro di allenamento, ma il suo avversario, Ragnar Vizsla, viene catturato da un grande rapace. Bo-Katan raduna un gruppo di cacciatori, tra cui Djarin e il padre di Ragnar, Paz Vizsla, e li conduce al nido del rapace. L'Armaiola forgia un pezzo di armatura mandaloriana per Grogu, un rondello con il sigillo del mudhorn di Djarin. Durante la forgiatura, le scintille e il rumore della fucina riportano alla mente di Grogu dei flashback riguardanti il suo salvataggio dal Tempio Jedi in fiamme da parte del Maestro Jedi Kelleran Beq e di membri solidali delle forze armate di Naboo. L'eccessiva smania di Vizsla di salvare Ragnar stravolge il piano di Bo-Katan e incomincia uno scontro aereo in cui Bo-Katan, Djarin e gli altri Mandaloriani del gruppo riescono a salvare il ragazzo, facendo finire in mare il rapace che viene mangiato da un mostro marino. Bo-Katan prende con sè i piccoli del rapace e si guadagna il rispetto del clan. Mentre l'Armaiola sostituisce lo spallaccio di Bo-Katan, perso nella colluttazione con il rapace, Bo-Katan rivela il suo incontro con il Mitosauro, ma l'Armaiola accoglie il suo racconto con indifferente incredulità.
- Durata: 32 minuti
- Interpreti comprimari: Emily Swallow (L'Armaiola), Ahmed Best (Kelleran Beq), Brendan Wayne e Lateef Crowder (controfigure di Din Djarin).[2]
- Guest star: Wesley Kimmel (Ragnar Vizsla), Jason Chu (Giudice mandaloriano), Tait Fletcher (Paz Vizsla), Temuera Morrison (Cloni), Juan Javier Cardenas (Capitano della Guardia del Senato).
- Cameo: Jon Favreau (Voce originale di Paz Vizsla).

## Capitolo 21: Il pirata
- Titolo originale: Chapter 21: The Pirate
- Diretto da: Peter Ramsey
- Scritto da: Jon Favreau

### Trama
Gorian Shard invade Nevarro come vendetta per l'espulsione di Vane, e Greef Karga contatta il capitano della Nuova Repubblica Carson Teva. Sospettando che l'attacco sia un preludio a una nuova ascesa dell'Impero, Teva informa uno dei suoi superiori, ma quando il colonnello Tuttle mostra indifferenza, rintraccia il rifugio mandaloriano e chiede aiuto a Din Djarin. Djarin convince i Mandaloriani ad aiutare Karga nonostante i loro precedenti scontri con lui, e Bo-Katan assume il comando della forza d'attacco.  Mentre i Mandaloriani sconfiggono i pirati, Vane fugge e Shard viene ucciso. I Mandaloriani vengono accolti di nuovo da Karga e dal popolo, e tornano nel loro vecchio rifugio segreto. L'Armaiola incontra Bo-Katan, riconoscendo la ricomparsa del Mitosauro come un presagio che Bo-Katan è colei che può riunire tutti i Mandaloriani.  
Sulla via del ritorno ad Adelphi, Teva trova il relitto del trasporto carcerario di Moff Gideon, che era scomparso durante il trasferimento. Trova anche un frammento di lega beskar, credendo che un Mandaloriano abbia fatto evadere Gideon.
- Durata: 41 minuti
- Interpreti comprimari: Carl Weathers (Greef Karga), Paul Sun-Hyung Lee (Capitano Carson Teva), Katy M. O'Brian (Elia Kane), Tim Meadows (Colonnello Tuttle),[5][6] Emily Swallow (L'Armaiola), Brendan Wayne e Lateef Crowder (controfigure di Din Djarin).[2]
- Guest star: London Kim (Ingegnere civile), Parvesh Cheena (Voce originale del droide di rame di Nevarro), Nonso Anozie (Voce originale di Gorian Shard),[7] Misty Rosas (Barista snivviana), Dave Filoni (Trapper Wolf),[7] Rick Famuyiwa (Jib Dodger),[7] Deborah Chow (Sash Ketter),[7] Steve Blum (Voce originale di Zeb), Tait Fletcher (Paz Vizsla), Mat Fraser (Voce originale del pirata timoniere), Marti Matulis (Vane), Shirley Henderson (Voce originale dei riparatori anzelliani), Max Lloyd-Jones (Tenente Reed).
- Cameo: Jon Favreau (Voce originale di Paz Vizsla).

## Capitolo 22: Mercenari
- Titolo originale: Chapter 22: Guns for Hire
- Diretto da: Bryce Dallas Howard
- Scritto da: Jon Favreau

### Trama
Bo-Katan, Din Djarin e Grogu partono per il pianeta Plazir-15, dove l'ex esercito di Bo-Katan, ora guidato da Axe Woves, è diventato un mercenario. Prima di poterli incontrare, vengono involontariamente dirottati dai governanti del pianeta, il Capitano Bombardier e la Duchessa, che chiedono il loro aiuto per neutralizzare alcuni droidi imperiali e separatisti, riprogrammati ma malfunzionanti. Dopo aver fermato un droide ribelle, Bo-Katan e Djarin ne seguono le tracce fino al Resistor, un bar di droidi, e convincono il barista e i clienti droidi ad aiutarli. Scoprono che i droidi sono stati sabotati grazie a dei nano-droidi presenti nel liquido di manutenzione del bar, importati di nascosto dal Commissario Helgait, capo dell'Ufficio di Sicurezza del pianeta. Helgait si rivela un Separatista prima che Bo-Katan lo metta al tappeto. In seguito viene esiliato.
Ottenuta un'udienza dai mercenari mandaloriani, Bo-Katan sfida Woves per il comando e lo sconfigge. Per favorire la sua ascesa, Djarin ammette la sua cattura da parte del cyborg nelle miniere di Mandalore e il suo salvataggio da parte di Bo-Katan, restituendole la spada oscura, legittimando in tal modo il suo ruolo di leader.
- Durata: 44 minuti
- Interpreti comprimari: Simon Kassianides (Axe Woves), Mercedes Varnado (Koska Reeves),[8] Jack Black (Capitano Bombardier),[9] Lizzo (La Duchessa di Plazir-15), Christopher Lloyd (Commissario Helgait),[10] Brendan Wayne e Lateef Crowder (controfigure di Din Djarin).[2]
- Guest star: Christine Adams (Voce originale del capitano quarren), Harry Holland (Voce originale del nobile mon calamari), Dale Dickey (Voce originale di Saifir), Matthew Wood (Voce originale del droide caposquadra serie B-1), Seth Gabel (Voce originale del droide barista), Jen Jober (Tecnica di laboratorio).

## Capitolo 23: Le spie
- Titolo originale: Chapter 23: The Spies
- Diretto da: Rick Famuyiwa
- Scritto da: Jon Favreau e Dave Filoni

### Trama
Il fuggitivo Moff Gideon assiste a un'assemblea di alti membri Imperiali che discutono sul presunto progetto Negromante col ritorno del Grand'Ammiraglio Thrawn; questo segnerebbe un decisivo rafforzamento di ciò che è rimasto dell'Impero Galattico. Nel frattempo Gideon organizza un'imboscata ai guerrieri Mandaloriani diretti sul loro pianeta natio per riconquistarlo: ha messo su un esercito corazzato di soldati imperiali con armature in lega di Beskar, come i Mandaloriani. 
Bo-Katan Kryze riunisce i clan per la riconquista del pianeta: alcuni rimangono in orbita, mentre altri sbarcano senza possibilità di comunicare esternamente al pianeta per via delle tempeste. Su Mandalore la squadra in ricognizione trova un gruppo di Mandaloriani sopravvissuti e, durante un banchetto con questi ultimi, Bo-Katan racconta di come si fosse arresa a Gideon il giorno della Grande Purga, perdendo anche la spada oscura. I clan raggiungono la forgia: si ritrovano in quella che sembrerebbe essere una base imperiale eretta a loro insaputa, dove vengono assaliti dai soldati di Gideon. Din Djarin viene catturato da Gideon, che intima Bo-Katan di arrendersi consegnandogli la spada oscura. Bo-Katan apre un varco per permettere a gli altri di fuggire e Paz Vizsla si sacrifica per dare loro tempo, finendo ucciso dalle guardie pretoriane di Gideon.
- Durata: 51 minuti
- Interpreti comprimari: Katy M. O'Brian (Elia Kane), Giancarlo Esposito (Moff Gideon), Carl Weathers (Greef Karga), Emily Swallow (L'Armaiola), Tait Fletcher (Paz Vizsla), Simon Kassianides (Axe Woves), Mercedes Varnado (Koska Reeves), Brendan Wayne e Lateef Crowder (controfigure di Din Djarin).
- Guest star: Xander Berkeley (Gilad Pellaeon), Brian Gleeson (Brendol Hux), Jonny Coyne (Comandante imperiale 1), Jodi Long (Comandante imperiale 2), Hemky Madera (Comandante imperiale 3), Ron Bottitta (Comandante imperiale 4), Marco Khan (Comandante imperiale 5), Imelda Corcoran (Comandante imperiale 6), Parvesh Cheena (Voce originale del droide di rame di Nevarro), Wesley Kimmel (Ragnar Vizsla), Shirley Henderson (Voce originale del riparatore anzelliano), Taika Waititi (Voce originale di IG-12), Charles Baker (Esploratore sopravvissuto), Charles Parnell (Capitano sopravvissuto).
- Cameo: Jon Favreau (Voce originale di Paz Vizsla).

## Capitolo 24: Il ritorno
- Titolo originale: Chapter 24: The Return
- Diretto da: Rick Famuyiwa
- Scritto da: Jon Favreau

### Trama
Bo-Katan e la sua squadra di ricognizione si ritirano dalla base imperiale. Al ritorno all'ammiraglia mandaloriana, Axe Woves invia i restanti Mandaloriani a rinforzare le truppe sul pianeta mentre pilota la nave verso la base imperiale. Djarin sfugge alle guardie con l'assistenza di Grogu e va a caccia di Moff Gideon con l'aiuto di R5-D4. Sul percorso, scoprono alcuni cilindri di clonazione con all'interno dei cloni di Moff Gideon e Djarin li distrugge. Nel frattempo impazza la battaglia tra i Mandaloriani e gli assaltatori potenziati da Beskar all'interno della base. Djarin e Grogu, raggiunti da Bo-Katan, trovano Moff Gideon e le guardie pretoriane al suo servizio. Bo-Katan affronta Moff Gideon, dotato di armatura meccanica, grazie alla quale prende il sopravvento su Bo-Katan e le ordina di riconsegnargli la Spada Oscura. Al suo rifiuto di sottomettersi, Gideon distrugge la Darksaber schiacciandola nella mano di Bo-Katan. Grogu e Djarin affrontano e sconfiggono le guardie pretoriane e giungono in aiuto di Bo-Katan, mentre l'ammiraglia mandaloriana caduta distrugge la base; l'esplosione risultante uccide Gideon. Grogu protegge Bo-Katan e Djarin dall'esplosione con una bolla di Forza. Dopo la vittoriosa battaglia, i Mandaloriani riavviano la Grande Forgia nel cuore di Mandalore. Grogu viene adottato formalmente da Djarin, assumendo il nuovo nome Din Grogu, e diventandone suo apprendista. Mentre Din Grogu scruta attraverso la Forza le profondità delle Acque Viventi, vede il Mitosauro aprire gli occhi. Successivamente Djarin inizia un lavoro a contratto come cacciatore di taglie (per dare la caccia agli imperiali rimasti) per Carson Teva e si ritira nella fattoria su Nevarro, come precedentemente propostogli da Karga; come ringraziamento Djarin offre a Karga il droide IG-11, ricostruito e reso il nuovo Sceriffo della città.
- Durata: 39 minuti
- Interpreti comprimari: Simon Kassianides (Axe Woves), Mercedes Varnado (Koska Reeves), Giancarlo Esposito (Moff Gideon), Emily Swallow (L'Armaiola), Paul Sun-Hyung Lee (Capitano Carson Teva), Carl Weathers (Greef Karga), Brendan Wayne e Lateef Crowder (controfigure di Din Djarin).
- Guest star: Taika Waititi (Voce originale di IG-12/IG-11), Travis Parker (Comandante della flotta), Charles Parnell (Capitano sopravvissuto), Charles Baker (Esploratore sopravvissuto), Wesley Kimmel (Ragnar Vizsla), Misty Rosas (Barista snivviana), Parvesh Cheena (Voce originale del droide di rame di Nevarro), Shirley Henderson (Voce originale dei riparatori anzelliani).
- Camei: Dave Filoni (Trapper Wolf), Peter Ramsey (Soldato della Nuova Repubblica 1), Lee Isaac Chung (Soldato della Nuova Repubblica 2).